# Werner Rolevinck
Werner Rolevinck, nemški dominikanec in zgodovinar, * 1425, † 1502.
1. 1 2  Record #118749536 // Gemeinsame Normdatei — 2012—2016.
2. 1 2  data.bnf.fr: platforma za odprte podatke — 2011.
3. 1 2  Nacionalna zbirka normativnih podatkov Češke republike